# Amtsgericht Prenzlau

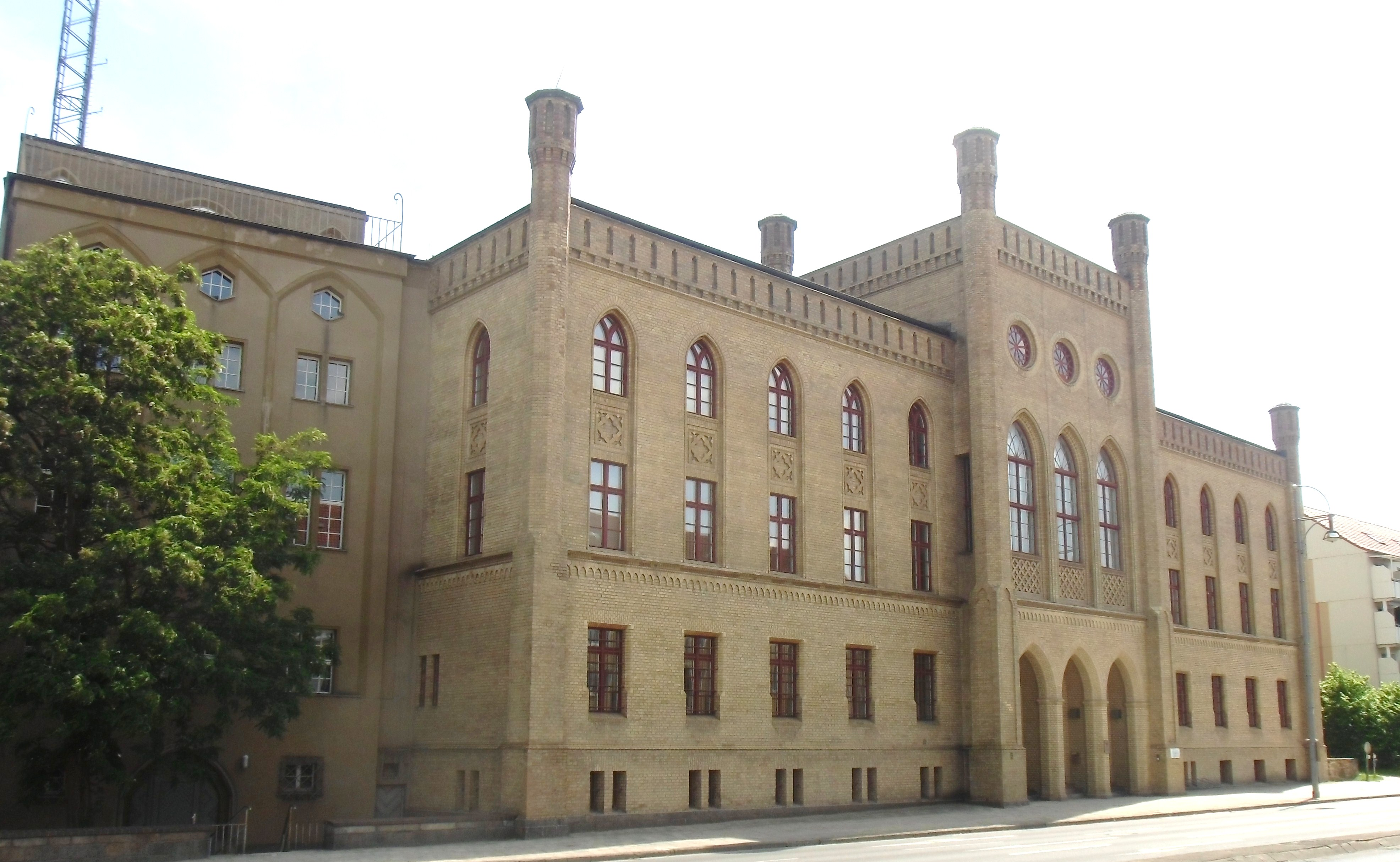
Gerichtsgebäude (2013)

Das Amtsgericht Prenzlau, ein Gericht der ordentlichen Gerichtsbarkeit, ist eines von sechs Amtsgerichten (AG) im Bezirk des Landgerichts Neuruppin.

## Gerichtssitz und -bezirk
Das Gericht hat seinen Sitz in der Kreisstadt Prenzlau im Landkreis Uckermark im Nordosten Brandenburgs. Der 2191 km² große Gerichtsbezirk erstreckt sich auf die Städte und Gemeinden Boitzenburger Land, Brüssow, Carmzow-Wallmow, Flieth-Stegelitz, Gerswalde, Göritz, Gramzow, Grünow, Lychen, Milmersdorf, Mittenwalde, Nordwestuckermark, Oberuckersee, Prenzlau, Randowtal, Schenkenberg, Schönfeld, Temmen-Ringenwalde, Templin, Uckerfelde, Uckerland und Zichow. In ihm leben rund 73.000 Menschen. Für Insolvenz-, Zwangsversteigerungs-, Zwangsverwaltungs-, Landwirtschafts-, Personenstands- und Wirtschaftsstrafsachen ist das Amtsgericht Neuruppin zuständig, das auch das Handels-, Genossenschafts-, Vereins- und Partnerschaftsregister führt. Mahnverfahren werden vom Amtsgericht Wedding als zentralem Mahngericht bearbeitet.

## Übergeordnete Gerichte
Dem Amtsgericht Prenzlau ist das Landgericht Neuruppin übergeordnet. Zuständiges Oberlandesgericht ist das Brandenburgische Oberlandesgericht in Brandenburg an der Havel.

## Geschichte
Seit 1849 bestanden in Preußen Kreisgerichte, darunter das Kreisgericht Prenzlau. Im Rahmen der Reichsjustizgesetze wurden diese Gerichte aufgehoben und reichsweit einheitlich Amtsgerichte eingerichtet. Das königlich preußische Amtsgericht Prenzlau wurde mit Wirkung zum 1. Oktober 1879 als eines von zwölf Amtsgerichten im Bezirk des Landgerichtes Prenzlau im Bezirk des Kammergerichtes gebildet. Der Sitz des Gerichts war die Stadt Prenzlau. Sein Gerichtsbezirk umfasste den Kreis Prenzlau ohne die Teile, die den Amtsgerichten Brüssow und Strasburg zugeordnet waren sowie der Amtsbezirk Potzlow ohne den Gemeindebezirk und Gutsbezirk Pinnow aus dem Kreis Templin. Am Gericht bestanden 1880 drei Richterstellen. Das Amtsgericht war damit ein mittelgroßes Amtsgericht im Landgerichtsbezirk.
Im Jahre 1945 wurde das Amtsgericht Prenzlau dem neu gebildeten Landgericht Eberswalde nachgeordnet. In der DDR wurden 1952 die Amtsgerichte und damit auch das Amtsgericht Prenzlau aufgehoben und Kreisgerichte, darunter das Kreisgericht Prenzlau im Sprengel des Bezirksgerichts Neubrandenburg für den Kreis Prenzlau gebildet. Da dieser nach der Wiedervereinigung zum Land Brandenburg kam, wechselte die Zuordnung kurzzeitig zum Bezirksgericht Potsdam. Das Brandenburgische Gerichtsneuordnungsgesetz (BbgGerNeuOG), verkündet als Artikel 1 des Gesetzes zur Neuordnung der ordentlichen Gerichtsbarkeit und zur Ausführung des Gerichtsverfassungsgesetzes im Land Brandenburg vom 14. Juni 1993, verfügte zum 1. Dezember 1993 die Fortführung der bestehenden Kreisgerichte als Amtsgerichte. Damit entstand das Amtsgericht Prenzlau neu und war nun dem Landgericht Neuruppin zugeordnet.

## Gebäude
Das Gericht ist im Gebäude Baustraße 37 untergebracht. Der 1858 im neogotischen Stil errichtete, dreigeschossige Ziegelbau steht unter Denkmalschutz.